# Kenzo Ohashi
Kenzo Ohashi (大橋 謙三, Ohashi Kenzo, Hiroshima, 21 april 1934 – 21 december 2015) was een Japans voetballer die als aanvaller speelde.

## Clubcarrière
Ohashi speelde voor Yuasa Batteries en Toyo Industries. Met deze club werd hij in 1965, 1966 en 1967 kampioen van Japan. Ohashi beëindigde zijn spelersloopbaan in 1967.

## Japans voetbalelftal
Kenzo Ohashi debuteerde in 1958 in het Japans nationaal elftal en speelde 1 interland.

## Statistieken
| Japans voetbalelftal | Japans voetbalelftal | Japans voetbalelftal |
| Jaar                 | Wed.                 | Dlp.                 |
| -------------------- | -------------------- | -------------------- |
| 1958                 | 1                    | 0                    |
| Totaal               | 1                    | 0                    |